# Synagoga Bamberska we Wrocławiu
Synagoga Bamberska we Wrocławiu (niem. Bamberger Synagoge) – nieistniejąca synagoga we Wrocławiu przy ulicy Krupniczej 5.
Była to niewielka prywatna synagoga. Jej ostatnim właścicielem był stelmach W. Welsch ze Smolca.